# Grosse Freiheit
Grosse Freiheit (Trad.: "Grande Liberdade") é o sexto álbum da banda alemã Unheilig. Foi lançado no dia 19 de fevereiro de 2010 contendo 14 faixas na edição padrão, 16 na edição limitada e na edição de box-set contém a edição limitada juntamente com a coletânea "Frühe Werke & rohe Entwurfe". A capa do álbum mostra um navio ao mar em uma noite de lua cheia. 
O tema do álbum é a liberdade. 
Grosse Freiheit foi o primeiro álbum do Unheilig a alcançar o primeiro lugar nas paradas na Alemanha e na Áustria.

## Lista de Faixas
| N.º            | Título                   | Duração |  |
| 1.             | "Das Meer"               | 3:39    |  |
| 2.             | "Seenot"                 | 4:23    |  |
| 3.             | "Für immer"              | 3:23    |  |
| 4.             | "Geboren um zu leben"    | 3:51    |  |
| 5.             | "Abwärts"                | 3:31    |  |
| 6.             | "Halt mich"              | 3:48    |  |
| 7.             | "Unter Feuer"            | 5:05    |  |
| 8.             | "Grosse Freiheit"        | 3:49    |  |
| 9.             | "Ich gehöre mir"         | 3:37    |  |
| 10.            | "Heimatstern"            | 4:12    |  |
| 11.            | "Sternbild"              | 4:30    |  |
| 12.            | "Unter deiner Flagge"    | 4:12    |  |
| 13.            | "Fernweh"                | 4:52    |  |
| 14.            | "Neuland" (Instrumental) | 4:32    |  |
| Duração total: | Duração total:           | 57:07   |  |

### Faixas da Edição Limitada
| N.º            | Título                   | Duração |  |
| 1.             | "Das Meer"               | 3:39    |  |
| 2.             | "Seenot"                 | 4:23    |  |
| 3.             | "Für immer"              | 3:23    |  |
| 4.             | "Geboren um zu leben"    | 3:51    |  |
| 5.             | "Abwärts"                | 3:31    |  |
| 6.             | "Halt mich"              | 3:48    |  |
| 7.             | "Unter Feuer"            | 5:05    |  |
| 8.             | "Grosse Freiheit"        | 3:49    |  |
| 9.             | "Ich gehöre mir"         | 3:37    |  |
| 10.            | "Heimatstern"            | 4:12    |  |
| 11.            | "Sternbild"              | 4:30    |  |
| 12.            | "Unter deiner Flagge"    | 4:12    |  |
| 13.            | "Fernweh"                | 4:52    |  |
| 14.            | "Schenk mir ein Wunder"  | 4:37    |  |
| 15.            | "Auf Kurs"               | 4:39    |  |
| 16.            | "Neuland" (Instrumental) | 4:32    |  |
| Duração total: | Duração total:           | 1:06:20 |  |

## Frühe Werke & rohe Entwurfe
Frühe Werke & rohe Entwurfe é o segundo álbum de coletânea da banda alemã Unheilig. Foi lançado no box-set de Grosse Freiheit. O álbum contém duas músicas do inicio da carreira de Der Graf, duas músicas não lançadas anteriormente, além de demos de Grosse Freiheit.
A faixa 8 de Frühe Werke & rohe Entwurfe, é o primeiro demo de Geboren um zu leben, a letra nessa versão é um pouco diferente da versão final e o instrumental usado é o mesmo da música Sternbild, porém com pequenas alterações na parte do refrão.

### CD 1 (Grosse Freiheit Edição Limitada)
| N.º            | Título                   | Duração |  |
| 1.             | "Das Meer"               | 3:39    |  |
| 2.             | "Seenot"                 | 4:23    |  |
| 3.             | "Für immer"              | 3:23    |  |
| 4.             | "Geboren um zu leben"    | 3:51    |  |
| 5.             | "Abwärts"                | 3:31    |  |
| 6.             | "Halt mich"              | 3:48    |  |
| 7.             | "Unter Feuer"            | 5:05    |  |
| 8.             | "Grosse Freiheit"        | 3:49    |  |
| 9.             | "Ich gehöre mir"         | 3:37    |  |
| 10.            | "Heimatstern"            | 4:12    |  |
| 11.            | "Sternbild"              | 4:30    |  |
| 12.            | "Unter deiner Flagge"    | 4:12    |  |
| 13.            | "Fernweh"                | 4:52    |  |
| 14.            | "Schenk mir ein Wunder"  | 4:37    |  |
| 15.            | "Auf Kurs"               | 4:39    |  |
| 16.            | "Neuland" (Instrumental) | 4:32    |  |
| Duração total: | Duração total:           | 1:06:20 |  |

### CD 2 (Frühe Werke & rohe Entwurfe)
| N.º            | Título                                                             | Duração |  |
| 1.             | "Human Nations" (Erste Musikalische Schritte von 1992)             | 4:23    |  |
| 2.             | "The Beast" (Erste Musicalische Schritte von 1992)                 | 5:04    |  |
| 3.             | "Lost Heaven" (Unveröffentlichter song aus den Frühe Unheiligzeit) | 4:56    |  |
| 4.             | "Faded Times" (Unveröffentlichter song aus den Frühe Unheiligzeit) | 5:34    |  |
| 5.             | "Seenot" (Produktionsdemo Graf)                                    | 6:06    |  |
| 6.             | "Für immer" (Produktionsdemo Graf)                                 | 4:26    |  |
| 7.             | "Unter deiner Flagge" (Produktionsdemo Graf)                       | 4:43    |  |
| 8.             | "Geboren um zu leben" (Erstes Produktiondemo Graf)                 | 5:04    |  |
| 9.             | "Geboren um zu leben" (Zweites Produktiondemo Graf)                | 3:25    |  |
| Duração total: | Duração total:                                                     | 43:29   |  |

## Edição Especial "Grosse Freiheit (Winter Edition)"
Winter Edition é uma edição especial de "Grosse Freiheit" que contém canções da edição padrão de Grosse Freiheit e um CD Extra com canções inéditas, além disso a capa do álbum continua a mesma, porém recebe uma coloração azulada.

### CD 1
| N.º | Título                   | Duração |  |
| 1.  | "Das Meer"               | 3:39    |  |
| 2.  | "Seenot"                 | 4:23    |  |
| 3.  | "Für immer"              | 3:23    |  |
| 4.  | "Geboren um zu leben"    | 3:51    |  |
| 5.  | "Abwärts"                | 3:31    |  |
| 6.  | "Halt mich"              | 3:48    |  |
| 7.  | "Unter Feuer"            | 5:05    |  |
| 8.  | "Grosse Freiheit"        | 3:49    |  |
| 9.  | "Ich gehöre mir"         | 3:37    |  |
| 10. | "Heimatstern"            | 4:12    |  |
| 11. | "Sternbild"              | 4:30    |  |
| 12. | "Unter deiner Flagge"    | 4:12    |  |
| 13. | "Fernweh"                | 4:52    |  |
| 14. | "Neuland" (Instrumental) | 4:32    |  |

### CD 2
| N.º            | Título                                                             | Duração |  |
| 1.             | "Winterland"                                                       | 5:10    |  |
| 2.             | "Geboren um zu leben (Piano Version - Live bei NRW Radio)"         | 2:39    |  |
| 3.             | "Unter deiner Flagge (Piano Version - Live bei NRW Radio)"         | 3:54    |  |
| 4.             | "Winterland (Single Version)"                                      | 3:55    |  |
| 5.             | "Winterland (Gregorian Version)" (Participação do grupo Gregorian) | 5:10    |  |
| 6.             | "Der Graf liest "Dornröschen"" (Poema recitado por Der Graf)       | 12:22   |  |
| Duração total: | Duração total:                                                     | 1:16:00 |  |

## Posição nas paradas
| Paradas  | Posição         |
| -------- | --------------- |
| Alemanha | 1 (157 semanas) |
| Áustria  | 1 (117 semanas) |
| Suíça    | 3 (109 semanas) |

## Créditos
- Der Graf - Vocais/Composição/Letras/Produção
- Christoph "Licky" Termühlen - Guitarra
- Henning Verlage - Teclados/Programação/Produção
- Martin "Potti" Potthoff - Bateria
- Kiko Masbaum - Produção